# Hiran Minar (Fatehpur Sikri)

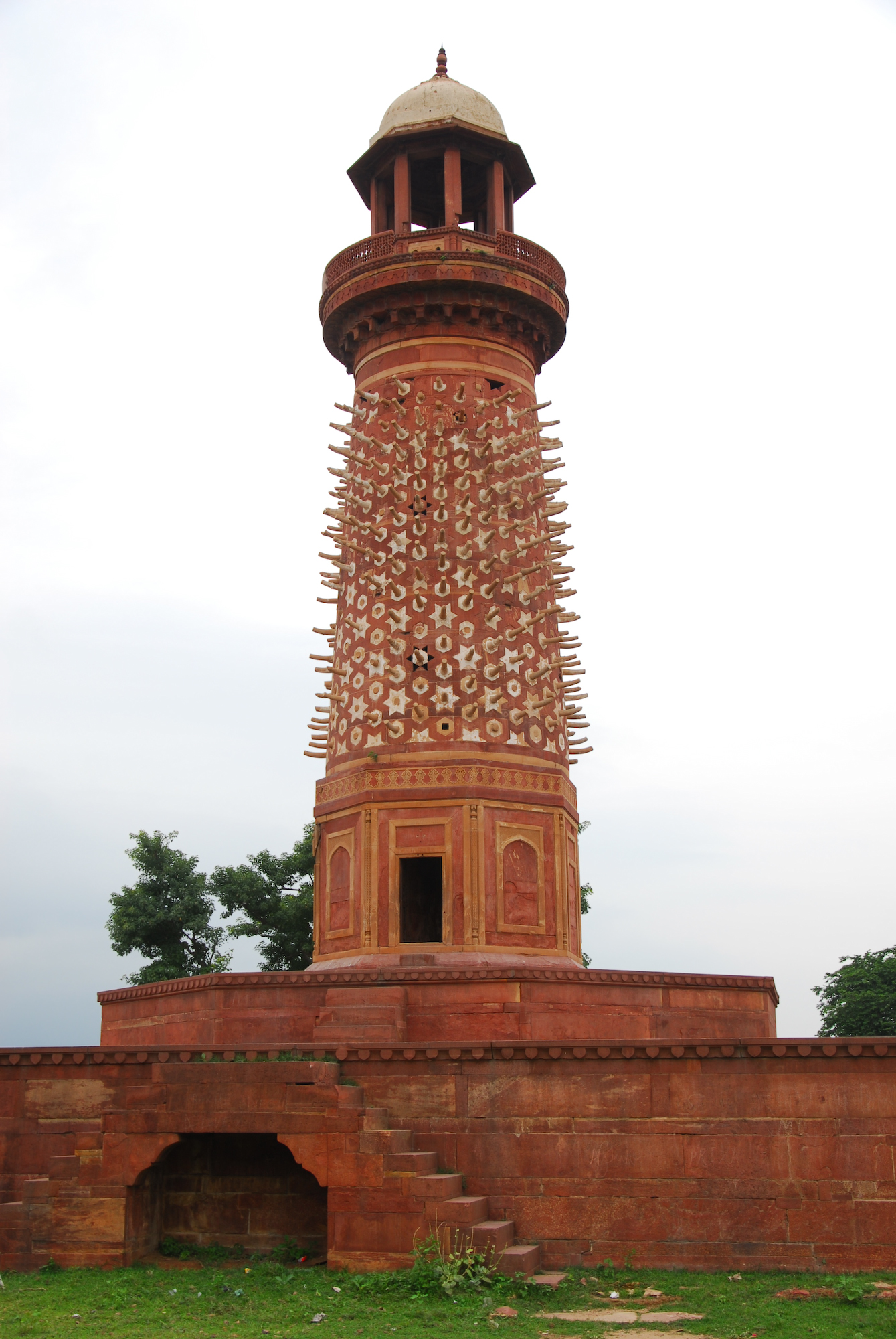
Hiran Minar

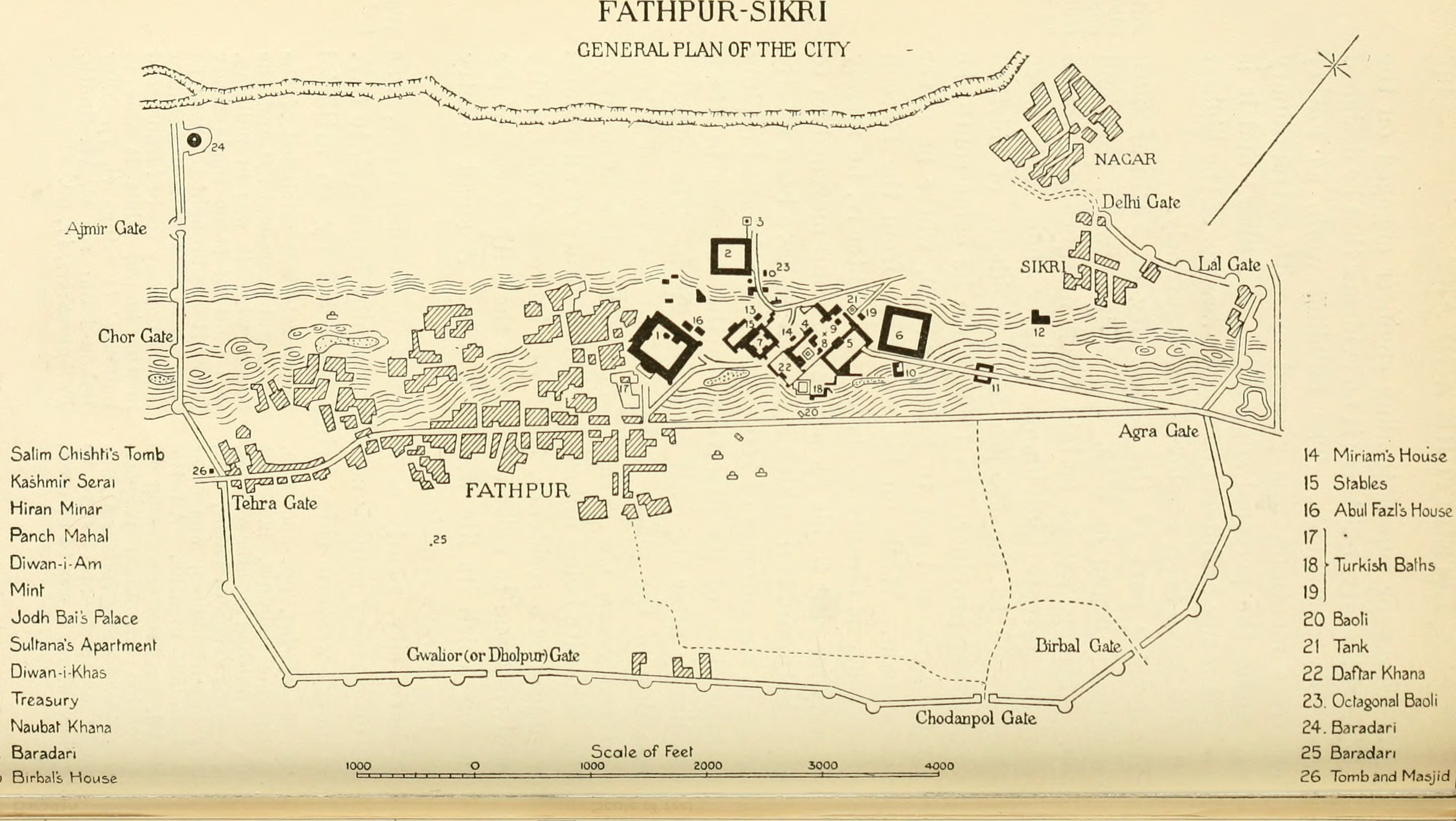
Plan von Fatehpur Skri (1917)

Das Hiran Minar ist ein freistehender, minarettähnlicher Rundturm in der in den 1570er Jahren vom Mogulherrscher Akbar I. gegründeten Residenz-Stadt Fatehpur Sikri. Der Turm erhielt seinen heutigen Namen jedoch erst unter seinem Nachfolger Jahangir, der das umliegende Gelände in einen Gazellenpark umwandeln ließ (hiran = Gazelle oder Antilope).

## Lage
Der Turm steht etwa 150 m nördlich des Palastbezirks und ca. 400 m nordöstlich der Freitagsmoschee (Jama Masjid) von Fatehpur Sikri. Der nächstgelegene Bau ist die um einen quadratischen Innenhof herum gebaute Karawanserei.

## Architektur
Der Kern des ca. 21 m hohen Bauwerks besteht aus Ziegelsteinen, die mit Platten aus dem regionaltypischen roten Sandstein verkleidet wurden; an der Türeinfassung, den Blendnischen des oktogonalen Untergeschosses und an anderen Stellen findet sich gelblicher Sandstein. Das Stern- und Sechseckdekor am runden Turmschaft besteht aus weißem Kalkstein. Der eigentliche Turm ruht auf einem quadratischen Unterbau, auf dem sich eine oktogonale Sockelzone befindet. Der mit einer Wendeltreppe versehene Turmschaft endet in einem umlaufenden Balkon, in dessen Mitte sich eine Laterne in Form eines Chhatris erhebt. Außergewöhnlich sind die stoßzahnähnlich hervorkragenden Steine am runden Teil des Turmschafts, die zu diversen Spekulationen Anlass gegeben haben.

## Bedeutung
Ging man lange Zeit davon aus, dass die Stoßzähne im Zusammenhang mit den ca. 200 m weit entfernten Elefanten-Ställen zu sehen sind, so hält man sich heute mit Deutungen eher zurück. Die Funktion des Turms ist insgesamt unklar – sicher ist nur, dass es sich nicht um das Minarett einer Moschee gehandelt hat. Er könnte ursprünglich als Wach- und/oder Leuchtturm gedient haben; eine andere Deutung sieht in ihm den Ausgangspunkt für die Entfernungsmessungen im riesigen Mogulreich. Mit der Installierung des Gazellenparks unter Jahangir könnte er auch als Beobachtungs-, Aussichts- oder Jagdturm gedient haben.